# Groupe d'IC 5267
Selon A.M. Garcia, le groupe d'IC 5267 comprend au moins quatre galaxies situées dans la constellation de la Grue. La distance moyenne entre ce groupe et la Voie lactée est d'environ 21,0 Mpc (∼68,5 millions d'al).

## Membres
Le tableau ci-dessous liste les quatre galaxies du groupe indiquées dans l'article de A.M. Garcia paru en 1993.
| Nom      | Class.      | Type            | α (J2000.0)      | δ (J2000.0)      | Vitesse radiale (km/s) | m    | Distance (Mpc) | Diamètre (kal) |
| -------- | ----------- | --------------- | ---------------- | ---------------- | ---------------------- | ---- | -------------- | -------------- |
| NGC 7412 | SBb         | Spirale barrée, | 22h 55m 45.750s  | -42° 38′ 31.30″  | 1710 ± 4               | 11,4 | 21,7 ± 1,5     | 57             |
| IC 5267  | R)SA(rs)0/a | Lenticulaire    | 22h 57m 13.57s   | -43° 23′ 46.10″  | 1712 ± 4               | 10,5 | 21,8 ± 1,6     | 196            |
| IC 5267A | SB(s)c      | Spirale barrée  | 22h 55m 52.260s  | -43° 26′ 05.20″  | 1485 ± 30              | 13,4 | 18,4 ± 1,5     | 75             |
| IC 5267B | S0^0^?      | Lenticulaire    | 22h 56m 57.1636s | -43° 45′ 36.687″ | 1737 ± 22              | 11,8 | 22,2 ± 1,6     | 75             |

Le site DeepskyLog permet de trouver aisément les constellations des galaxies mentionnées dans ce tableau ou si elles ne s'y trouvent pas, l'outil du site constellation permet de le faire à l'aide des coordonnées de la galaxie. Sauf indication contraire, les données proviennent du site NASA/IPAC.